# Deutsche Internationale Schule Zagreb
Die Deutsche Internationale Schule in Zagreb (DISZ) ist eine von 142 Deutschen Auslandsschulen, die von der Zentralstelle für das Auslandsschulwesen (ZfA) gefördert werden. Sie ist die einzige ihrer Art in Kroatien.

## Geschichte
Die Schule wurde am 1. Oktober 2004 vom Deutschen Schulverein Zagreb gegründet und besteht aus einem Kindergarten, einer Grund- und Realschule sowie einem Gymnasium.

## Organisation
2019 besuchen etwa 180 Schüler die Schule und den Kindergarten.  Der Lehrkörper besteht aus 29 Personen. Der Unterricht findet an 5 Tagen der Woche in der Zeit von 
08.00 – 17.00 Uhr  statt (abhängig vom Schulzweig). Die Schule nutzt seit 2005 zusammen mit der École française den Eurocampus Zagreb, ein gemeinsames Gebäude mit gemeinsamer Verwaltung und häufig gemeinsamen Unterricht.
Die Schule wurde als Exzellente Deutsche Auslandsschule ausgezeichnet. Sie wurde am 21. März 2019 von Frank-Walter Steinmeier besucht.

## Unterricht
Es werden Schüler in den Klassen 1 bis 12 nach deutschen Lehrplänen unterrichtet. Die 12. Klasse wird mit dem Deutschen Abitur abgeschlossen, das zur Studienaufnahme in Deutschland und Kroatien, aber auch überall in Europa berechtigt. Englisch wird gemeinsam mit der Ecole française in den Klassen 1-5 gelehrt und die Arbeitsgruppenangebote gelten für alle Jahrgangsstufen. Kroatisch und kroatische Geschichte gehören zum Pflichtunterricht beider Schulen bis Klasse 10.
Ab  Klasse 5 läuft der Unterricht in interaktiven Klassenzimmern und alle Schüler besitzen einen Schullaptop. In den Klassenräumen existieren Dual-Whiteboards und Beamer.